# Melaneros uzeli
Melaneros uzeli là một loài bọ cánh cứng trong họ Lycidae. Loài này được Bocáková miêu tả khoa học năm 1999.